# Isopachys roulei
Isopachys roulei — вид сцинкоподібних ящірок родини сцинкових (Scincidae). Ендемік Таїланду.

## Поширення і екологія
Isopachys roulei мешкають в центральному Таїланді, в провінціях Чонбурі і Накхонратчасіма. Вони живуть в сухих тропічних лісах, в полях і на плантаціях. Ведуть риючий спосіб життя.